# Hisonotus chromodontus
Hisonotus chromodontus é uma espécie de peixe da família dos cascudos e da ordem dos siluriformes. Os machos podem alcanças 3,3 cm de comprimento. A espécie é encontrada na América do Sul, mais especificamente, no Brasil.